# Nate Bjorkgren
Nate Bjorkgren (Storm Lake, Iowa, 20 de junio de 1975) es un entrenador de baloncesto estadounidense que ejerce como entrenador asistente de los Toronto Raptors de la NBA.

## Trayectoria deportiva

### Universidad
Jugó dos temporadas con los South Dakota de la Universidad de Dakota del Sur, tras las cuales decidió ser transferido a la Universidad Buena Vista situada en su localidad natal, Storm Lake, de la División III de la NCAA. Durante su estancia allí, Bjorkgren ayudó a Buena Vista a ganar el Campeonato de la Conferencia Atlética Intercolegial de Iowa en su temporada 1996-97 a las órdenes del entrenador de primer año Brian Van Haaften. Ene se momento era el primer título de conferencia de la universidad desde 1976. Finalmente se graduó en 1998 con un título en Ciencias del Ejercicio.

### Entrenador

#### NBA D-League
Comenzó su carrera de entrenador en el pequeño instituto Sioux Central High School, en Sioux Rapids, Iowa, primero como entrenador asistente y luego ya como principal a la edad de 23 años. Tres años más tarde fue llamado para ser el asistente de Nick Nurse en un nuevo equipo de la NBA D-League en su estado natal, los Iowa Wolves. En su última temporada como entrenador asistente de los Energy, el equipo ganó su primer campeonato de la D-League con su ayuda. Eso llevó a los Dakota Wizards a recurrir al servicio de Bjorkgren como nuevo entrenador en jefe del equipo, el cual se convertiría al año siguiente en los Santa Cruz Warriors al hacerse los golden State Warriors con el control del equipo. Tras dos temporadas volvió a los Energy, esta vez como entrenador principal, para posteriormente dirigir una temporada a los Bakersfield Jam.

#### NBA
El 30 de julio de 2015, Bjorkgren fue ascendido a la NBA al ser nombrado entrenador asistente y coordinador de desarrollo de jugadores para los Phoenix Suns bajo la dirección del entrenador en jefe Jeff Hornacek. Antes de ser contratado oficialmente, asumió el cargo de entrenador en jefe para el equipo de los Phoenix Suns en la Liga de Verano de la NBA de 2015, donde llevó al equipo a un récord de 5-2.
Tras dos años en los Suns, en julio de 2018 fue anunciado como uno de los entrenadores asistentes de los Toronto Raptors bajo el nuevo entrenador en jefe Nick Nurse, con quien había trabajado anteriormente en los Iowa Energy desde 2007 hasta 2011. En su primera temporada alcanzaron las Finales de la NBA, en las que derrotaron a Golden State Warriors por 4-2. Se convirtió en el primer asistente en ganar tanto la NBA como la D-League, ambas además con el mismo entrenador principal, Nurse.
El 20 de octubre de 2020 los Indiana Pacers lo contrararon como entrenador principal.